# Diplopteraster hurleyi
Diplopteraster hurleyi är en sjöstjärneart som beskrevs av McKnight 1973. Diplopteraster hurleyi ingår i släktet Diplopteraster och familjen knubbsjöstjärnor. Inga underarter finns listade i Catalogue of Life.